# Ferruccio Cainero
Ferruccio Cainero (Udine, 1953) è uno scrittore, narratore, attore e regista italiano che vive in Svizzera.
Ha scritto 40 opere per il teatro, fu regista in 32 produzioni e prese parte come attore in 18 produzioni.

## Programmi per il palcoscenico
- Tapim Tapum (2000)
- Windmühlen (2003)
- Giraladinamo (2006)
- Caineriade (2009)
- Guerrieri dell'arcobaleno (2009)

## Opere per Gardi Hutter
- Jeanne d'ArPpo – Die tapfere Hanna, Co-Autor und Regie (1981)
- Abra Catastrofe – Eine Hexenkomödie, Co-Autor und Regie (1984)
- So ein Käse, Co-Autor und Regie (1988)
- Sekretärin gesucht, Co-Autor und Regie (1994)

## CD
- Cantaladinamo (2006)

## Premi
- Schweizer KleinKunstPreis (2002)
- Salzburger Stier (2003)
- The Golden Ear of Graz (2006)
- Wilhelmshavener Knurrhahn (2008)